# 顾毓奇
顾毓奇（？—？），浙江人，是一名清朝政治人物。供事出身。
顾毓奇曾于1839年接替罗才懋任娄县知县一职，1840年由黄耀明接任。